# Nestos
Nestos (græsk: Νέστος) eller Mesta (bulgarsk: Места) er en flod i Bulgarien og Grækenland. Den har sit udspring i bjergkæden Rila og munder ud i Det Ægæiske Hav tæt ved øen Thasos. Den er 230 km lang, hvoraf de 126 km løber i Bulgarien, mens resten løber i Grækenland.
42°07′10″N 23°35′10″Ø / 42.1194°N 23.5861°Ø